# BK JIP Pardubice
BK JIP Pardubice – koszykarski klub z siedzibą w mieście Pardubice w Czechach. Aktualnie zespół występuje w Národní Basketbalová Liga. Klub powstał w 1956 roku.

## Największe sukcesy

### Sukcesy krajowe
- Puchar Czech:
  -  Zwycięzca (2x): 1993–94, 2015–16